# Török Tamara
Török Tamara (Budapest, 1973. december 24. –) magyar dramaturg, műfordító, egyetemi adjunktus.

## Életpályája
1988–1992 között a budapesti Eötvös József Gimnázium emelt szintű angol tagozatán tanult. 1992–1999 között az ELTE Bölcsészettudományi Kar olasz nyelv és irodalom, 1992–2001 között angol nyelv és irodalom, 1996–2000 között kommunikáció szakos hallgatója volt. 2000–2003 között az ELTE doktori iskolájának hallgatója volt, 2009-ben PhD fokozatot szerzett irodalom- és kultúratudományok területén. 1998–2003 között a Színház- és Filmművészeti Egyetem színháztudomány (dramaturg) szakos hallgatója volt.
2000-től az ELTE BTK egyetemi tanársegédje, majd adjunktusa. 2003 óta a Katona József Színház tagja. Rendszeresen fordít, illetve interjúkat is készít a Színház című folyóiratnak.
Párja Gyabronka József színész, akivel egy közös kislányuk van.

## Fontosabb színházi munkái
- Brecht: Kurázsi mama és gyermekei (rend.: Zsámbéki Gábor, 2015)
- Joël Pommerat: A két Korea újraegyesítése (rend.: Máté Gábor, 2014)
- Beckett: Godot-ra várva (rend.: Zsámbéki Gábor és Ascher Tamás, 2014)
- Illaberek (rend.: Máté Gábor, 2013)
- Ödön von Horváth: A végítélet napja (rend.: Bagossy László, 2013)
- Ibsen: A nép ellensége (rend.: Zsámbéki Gábor, 2013)
- Goldoni: A nyaralás (rend.: Mohácsi János, 2013)
- T. Buchsteiner: Nordost (rend.: Forgács Péter, 2011)
- Molière: A mizantróp (rend.: Zsámbéki Gábor, 2011)
- Tersánszky J. Jenő-Grecsó Krisztián: Cigányok (rend.: Máté Gábor, 2010)
- Ödön von Horváth: Mesél a bécsi erdő (rend.: Zsámbéki Gábor, 2009)
- Goldoni: A karnevál utolsó éjszakája (rend.: Zsámbéki Gábor, 2007)
- Turandot Közfürdő (rendező-koreográfus: Bozsik Yvette, 2006)
- Shakespeare: Troilus és Cressida (rend.: Silviu Purcarete, 2005)
- Commedia dell’arte (rend.: Bozsik Yvette, 2004)

## Műfordításai
- C. Goldoni: Két úr szolgája (2014)
- E. De Filippo: Belső hangok (2014)
- C. Goldoni: A nyaralás (2013)
- C. Gozzi: A kígyóasszony (2012)
- T. Buchsteiner: Nordost (2011)
- Eduardo De Filippo: Nem fizetek! (2010)
- C. Goldoni: Chioggiai csetepeté (2009)
- Pirandello: Csörgősipka (Pirandello drámái, Európa Kiadó, 2008)
- E. De Filippo: Ezek a kísértetek! (2007)
- C. Goldoni: Karneválvégi éjszaka (2005)
- C. Goldoni: A háború (2006)
- Pirandello: Hat szereplő szerzőt keres (2004)
- C. Goldoni: A jókedvű nők (2003)
- C. Goldoni: A kíváncsi nők (2002)
- M. McKenzie: A bárónő és a komorna (2001)
- Négy kortárs magyar dráma olaszul, az Il ciclista azzurro című kötetben (Hamvai Kornél: Hóhérok hava, Tasnádi István: Közellenség, Kárpáti Péter: Nick Carter, Garaczi László: Csodálatos vadállatok)
- Háy János Gézagyerek című darabjának olasz fordítása az A est című kötetben (L’ancora del Mediterraneo, Nápoly, 2005)
- M. Mazzantini: Ne mozdulj! (regény, Tericum Kiadó, 2006)

## Könyvei
- Goldoni és Velence (L'Harmattan, Budapest, 2011)

## Díjai, elismerései
- Bálint Lajos-vándorgyűrű (2017)[5]